# Революционна социалистическа работническа партия (Турция)
Революционната социалистическа работническа партия (на турски: Devrimci Sosyalist İşçi Partisi, DSİP) е троцкистка политическа партия в Турция. Тя е основана през 1997 г. от Доган Таркан, заедно с негови приятели от троцкисткия вестник „Социалистически работник“. Преди преврата в Турция през 1980 г. групата има връзки с крайнолявото Движение за освобождение.
Партията е сред участниците в Народния демократичен конгрес, политическа инициатива, която допринася за основаването на Демократичната партия на народите през 2012 г.